# عيرتني بالشيب
عيرتني بالشيب هي أغنية موال عراقية للفنان العراقي ناظم الغزالي، صدرت في الخمسينيات من القرن العشرين، من كلمات الخليفة العباسي المستنجد بالله.

## وصلات خارجية
نسخة قديمة جدا للأغنية للفنان ناظم الغزالي في إحدى حفلاته على اليوتيوب